# Śmieszaczki
Kikoriki (ros. Смешарики, niem. Kikoriki) – rosyjska kreskówka dla dzieci. Stworzono 208 odcinków, każdy po 6 minut i 30 sekund. Pierwszy odcinek wyemitowano w rosyjskiej telewizji 7 lipca 2004. W Polsce premiera serialu odbyła się 19 września 2011 roku na kanale Nickelodeon Polska.
Animacja została stworzona jako część projektu kulturalno-edukacyjnego Świat bez przemocy w ramach państwowego programu Formowanie bastionów tolerancji i zapobieganie ekstremizmowi w społeczeństwie rosyjskim. Pomocą przy tworzeniu serialu służyło rosyjskie Ministerstwo Kultury.

## Dane techniczne
- data produkcji: 2004
- producent: Ilja Popow (Илья Попов)
- reżyseria: Denis Czernow (Денис Чернов)
- scenariusz: Aleksiej Lebiediew (Алексей Лебедев)